# 亚历山德拉·伊万诺芙娜·安东诺娃
亚历山德拉·伊万诺芙娜·安东诺娃（羅馬化：Aleksandra Ivanovna Antonova；1991年12月22日—），俄罗斯水球运动员。
2012年，她代表俄罗斯国家女子水球队参加夏季奥运会女子项目。她也曾参加了2011年世界游泳锦标赛（俄罗斯获得铜牌）和2015年世界游泳锦标赛。